# Kenji Fukuda
Pour les articles homonymes, voir Fukuda.
Kenji Fukuda (福田 健二, Fukuda Kenji) est un footballeur japonais né le 21 octobre 1977 à Niihama. Il est attaquant.

## Biographie
Kenji Fukuda participe à la Coupe du monde des moins de 20 ans 1997 avec le Japon.
Kenji Fukuda dispute 156 matchs en J-League 1 et inscrit 40 buts dans ce championnat avec les clubs du Nagoya Grampus Eight, du FC Tokyo et du Vegalta Sendai.

## Palmarès
- Vainqueur de la Coupe du Japon en 1999 avec le Nagoya Grampus